# ベラ・ドゥシェビナ
ベラ・ドゥシェビナ（Vera Dushevina, ロシア語: Вера Евгеньевна Душевина́дзе, 1986年10月6日 - ）は、ロシア・モスクワ出身の女子プロテニス選手。WTAツアーでシングルス1勝、ダブルス2勝を挙げた。自己最高ランキングはシングルス31位、ダブルス27位。身長180cm、体重73kg。右利き、バックハンド・ストロークは両手打ち。

## 来歴
7歳からテニスを始める。2002年ウィンブルドン選手権女子ジュニアシングルスの決勝でマリア・シャラポワを 4–6, 6–1, 6–2 で破って優勝し2003年にプロに転向する。

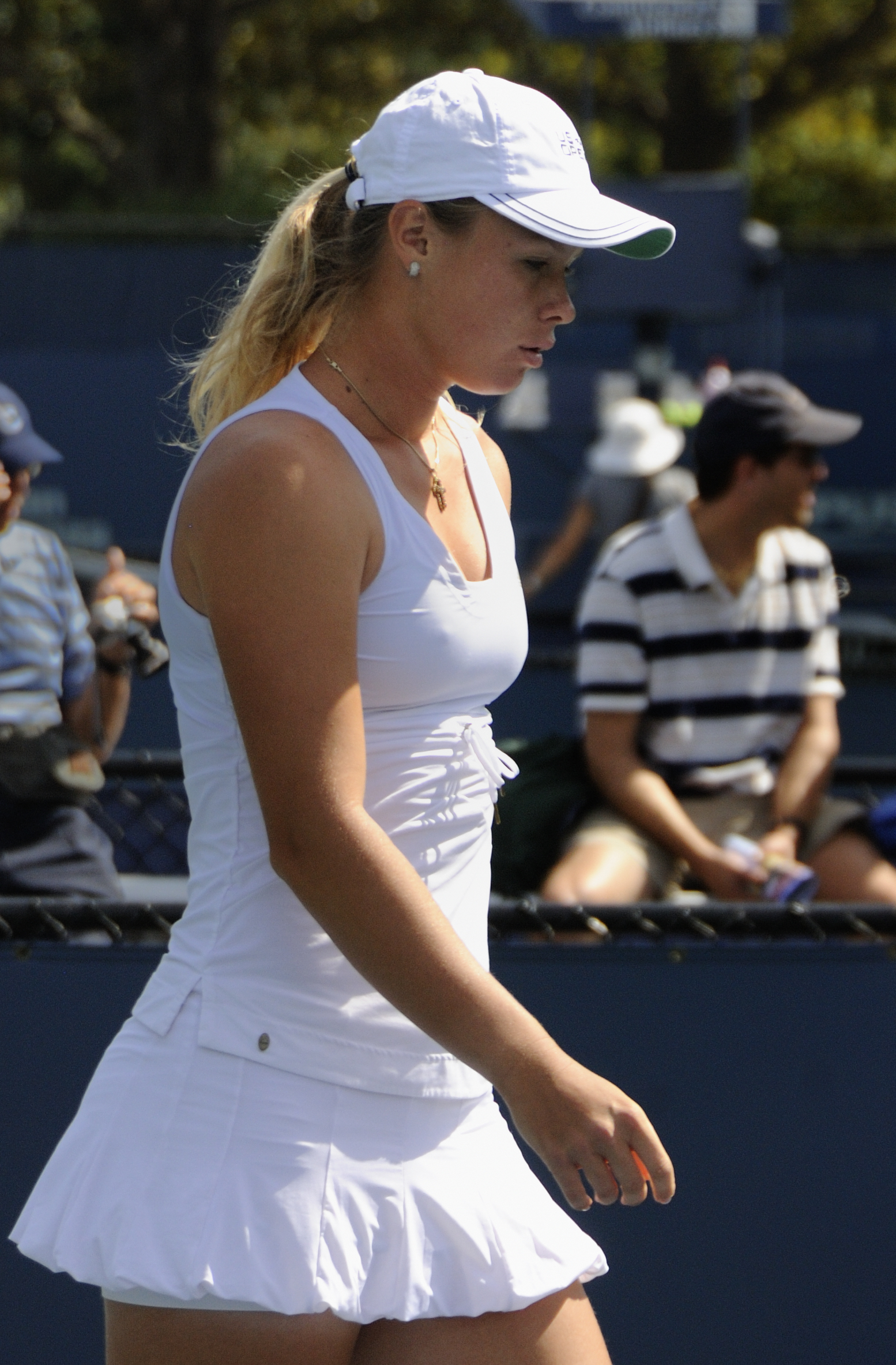
2008年全米オープンにて

4大大会の最高成績は2005年全豪オープンの4回戦進出である。1回戦でジル・クレイバス、2回戦でベラ・ズボナレワ、3回戦でアンナ＝レナ・グローネフェルトを破って勝ち上がり、4回戦でスベトラーナ・クズネツォワに 4–6, 2–6 で敗れた。2005年ウィンブルドン選手権ではシャハー・ピアーと組んだ女子ダブルスでベスト8に進出した。2005年7月4日付のランキングで自己最高の31位を記録した。
2009年8月のイスタンブール大会の決勝でルーシー・ハラデツカ 6–0, 6–1 で破りWTAシングルス初優勝を果たした。これが唯一のシングルスタイトルとなった。その後はシングルスでは低迷が続き、4大大会のシングルスの出場は2013年全米オープンが最後となった。
ダブルスでは2013年のシティ・オープンで青山修子と組んで優勝した。2013年ウィンブルドン選手権混合ダブルスでジャン＝ジュリアン・ロイヤーと、2014年ウィンブルドン選手権混合ダブルスでアイサム＝ウル＝ハク・クレシと組み2年連続でベスト4に進出している。
ドゥシェビナは2016年ウィンブルドン選手権の女子ダブルス予選敗退が最後の出場となり、2017年に現役引退を発表した。

## WTAツアー決勝進出結果

### シングルス: 4回 (1勝3敗)
| 大会グレード          | 大会グレード                 |
| 2008年以前            | 2009年以後                   |
| --------------------- | ---------------------------- |
| グランドスラム (0–0)  |                              |
| WTAファイナルズ (0–0) |                              |
| ティア I (0–0)        | プレミア・マンダトリー (0-0) |
| ティア I (0–0)        | プレミア5 (0-0)              |
| ティア II (0–1)       | プレミア (0–0)               |
| ティア III (0–0)      | インターナショナル (1–0)     |
| ティア IV ＆ V (0–2)  | インターナショナル (1–0)     |

| 結果   | No. | 決勝日        | 大会           | サーフェス | 対戦相手                     | スコア   |
| ------ | --- | ------------- | -------------- | ---------- | ---------------------------- | -------- |
| 準優勝 | 1.  | 2005年6月18日 | イーストボーン | 芝         | キム・クライシュテルス       | 5–7, 0–6 |
| 準優勝 | 2.  | 2007年8月5日  | ストックホルム | ハード     | アグニエシュカ・ラドワンスカ | 1–6, 1–6 |
| 準優勝 | 3.  | 2008年8月8日  | ストックホルム | ハード     | キャロライン・ウォズニアッキ | 0–6, 2–6 |
| 優勝   | 1.  | 2009年8月2日  | イスタンブール | ハード     | ルーシー・ハラデツカ         | 6–0, 6–1 |

### ダブルス: 11回 (2勝9敗)
| 結果   | No. | 決勝日         | 大会                 | サーフェス    | パートナー                   | 対戦相手                                                    | スコア           |
| ------ | --- | -------------- | -------------------- | ------------- | ---------------------------- | ----------------------------------------------------------- | ---------------- |
| 優勝   | 1.  | 2007年5月6日   | ワルシャワ           | クレー        | タチアナ・ペレビニス         | エレーナ・リホフツェワ エレーナ・ベスニナ                   | 7–5, 3–6, [10–2] |
| 準優勝 | 1.  | 2008年7月27日  | ポルトロス           | ハード        | エカテリーナ・マカロワ       | アナベル・メディナ・ガリゲス ビルヒニア・ルアノ・パスクアル | 4–6, 1–6         |
| 準優勝 | 2.  | 2008年9月28日  | ソウル               | ハード        | マリア・キリレンコ           | 荘佳容 謝淑薇                                               | 3–6, 0–6         |
| 準優勝 | 3.  | 2008年10月20日 | ルクセンブルク       | ハード (室内) | マリヤ・コリツェワ           | ソラナ・チルステア マリーナ・エラコビッチ                   | 6–2, 3–6, [8–10] |
| 準優勝 | 4.  | 2011年2月13日  | パリ                 | ハード (室内) | エカテリーナ・マカロワ       | ベサニー・マテック＝サンズ メガン・ショーネシー             | 4–6, 2–6         |
| 準優勝 | 5.  | 2011年9月25日  | ソウル               | ハード        | ガリナ・ボスコボワ           | ナタリー・グランディン ブラディミラ・ウーリロバ             | 6–7(5), 4–6      |
| 準優勝 | 6.  | 2012年2月25日  | メンフィス           | ハード (室内) | オリガ・ゴボツォワ           | アンドレア・フラバーチコバ ルーシー・ハラデツカ             | 3–6, 4–6         |
| 優勝   | 2.  | 2013年8月3日   | ワシントンD.C.       | ハード        | 青山修子                     | ウージニー・ブシャール テイラー・タウンゼント               | 6–3, 6–3         |
| 準優勝 | 7.  | 2013年10月5日  | 北京                 | ハード        | アランチャ・パラ・サントンハ | カーラ・ブラック サニア・ミルザ                             | 2–6, 2–6         |
| 準優勝 | 8.  | 2015年10月3日  | タシケント           | ハード        | カテリナ・シニアコバ         | マルガリタ・ガスパリアン アレクサンドラ・パノワ             | 1–6, 6–3, [3–10] |
| 準優勝 | 9.  | 2016年2月14日  | サンクトペテルブルク | ハード (室内) | バルボラ・クレシコバ         | マルチナ・ヒンギス サニア・ミルザ                           | 3–6, 1–6         |

## 4大大会シングルス成績
略語の説明
| W | F | SF | QF | #R | RR | Q# | LQ | A | Z# | PO | G | S | B | NMS | P | NH |

W=優勝, F=準優勝, SF=ベスト4, QF=ベスト8, #R=#回戦敗退, RR=ラウンドロビン敗退, Q#=予選#回戦敗退, LQ=予選敗退, A=大会不参加, Z#=デビスカップ/BJKカップ地域ゾーン, PO=デビスカップ/BJKカッププレーオフ, G=オリンピック金メダル, S=オリンピック銀メダル, B=オリンピック銅メダル, NMS=マスターズシリーズから降格, P=開催延期, NH=開催なし.
| 大会           | 2003 | 2004 | 2005 | 2006 | 2007 | 2008 | 2009 | 2010 | 2011 | 2012 | 2013 | 2014 | 2015 | 2016 | 通算成績 |
| -------------- | ---- | ---- | ---- | ---- | ---- | ---- | ---- | ---- | ---- | ---- | ---- | ---- | ---- | ---- | -------- |
| 全豪オープン   | A    | 2R   | 4R   | 1R   | 1R   | A    | 1R   | 1R   | 2R   | 1R   | 1R   | LQ   | A    | LQ   | 5–9      |
| 全仏オープン   | A    | 2R   | 1R   | 2R   | 2R   | 1R   | 1R   | 1R   | 2R   | 1R   | LQ   | LQ   | LQ   | A    | 4–9      |
| ウィンブルドン | LQ   | 1R   | 1R   | 1R   | 2R   | 2R   | 2R   | 2R   | 1R   | 1R   | LQ   | LQ   | A    | A    | 4–9      |
| 全米オープン   | 1R   | 3R   | 2R   | 1R   | 3R   | 1R   | 1R   | 1R   | 2R   | 2R   | 1R   | A    | A    | A    | 7–11     |